# Ipomoea clavata
Ipomoea clavata ist eine Pflanzenart aus der Gattung der Prunkwinden (Ipomoea) aus der Familie der Windengewächse (Convolvulaceae).

## Beschreibung
Ipomoea clavata ist eine Prunkwinde mit Milchsaft führenden Stängeln, die wie die Blattstiele mit langen, abstehenden Trichomen filzig behaart sind. Die Blattspreiten der Laubblätter sind unbehaart, nahezu fleischig, an der Basis stark herzförmig, nach vorn hin zugespitzt, ganzrandig oder undeutlich gewinkelt. Sie erreichen eine Länge von 8 bis 10 cm.
Die Blütenstandsstiele erreichen eine Länge von kaum 6 mm, die Blütenstiele sind etwa 2 cm lang. Die Kelchblätter sind häutig, unbehaart, mit 2 cm Länge nahezu gleich lang, langgestreckt und abgestumpft, die äußeren können auch etwas zugespitzt sein. Die Krone ist blau, violett oder weiß gefärbt und trichterförmig. Der Fruchtknoten ist zweikammerig, in jeder Kammer befinden sich zwei Samenanlagen.

## Verbreitung
Das Verbreitungsgebiet reicht vom südlichen Mexiko bis ins nördliche Bolivien.
Die Art ist in Peru sowie in Ecuador verbreitet.

## Systematik
Innerhalb der Gattung der Prunkwinden (Ipomoea) ist die Art in die Serie Mirandinae der Sektion Eriospermum in der gleichnamigen Untergattung Eriospermum eingeordnet.

## Belege